# سیاهرگ صافن بزرگ
سیاهرگ صافن بزرگ (انگلیسی: Great saphenous vein) یا سیاهرگ پنهان بزرگ یک سیاهرگ بزرگ زیرجلدی و سطحی در اندام تحتانی انسان است. صافن از کلمه صفن به معنای پوست بیضه است.
این ورید، بزرگترین سیاهرگ بدن است که در طول داخلی اندام تحتانی حرکت کرده و خون را از پیش‌پا، پا و ران به سیاهرگ رانی در مثلث رانی می‌برد.
این سیاهرگ از جلوی برآمدگی قوزک داخلی پا عبور می‌کند و در آن ناحیه قابل لمس و گاهی حتی قابل دیدن است. سیاهرگ صافن بزرگ از طرف داخل و جلوی مچ پایین آمده و چون در زیر و دو طرف آن سرخرگ و عصبی وجود ندارد صافن یعنی سالم نامیده می‌شود.
از سیاهرگ صافن بزرگ در جراحی قلب و سینه به منظورِ جراحی بای‌پس سرخرگ کرونری استفاده می‌شود و برداشتن آن تأثیر چندانی در جریان طبیعی خون در اندام تحتانی نخواهد داشت. عصب صافن که شاخه‌ای از عصب رانی است در کنار سیاهرگ صافن بزرگ قرار دارد و در صورت بی‌احتیاطی جراح ممکن است دچار آسیب شود.